# Bertiera bracteosa
Bertiera bracteosa är en måreväxtart som först beskrevs av John Donnell Smith, och fick sitt nu gällande namn av B.Ståhl och Bengt Lennart Andersson. Bertiera bracteosa ingår i släktet Bertiera och familjen måreväxter. Inga underarter finns listade i Catalogue of Life.